# Bjørg Eva Jensen

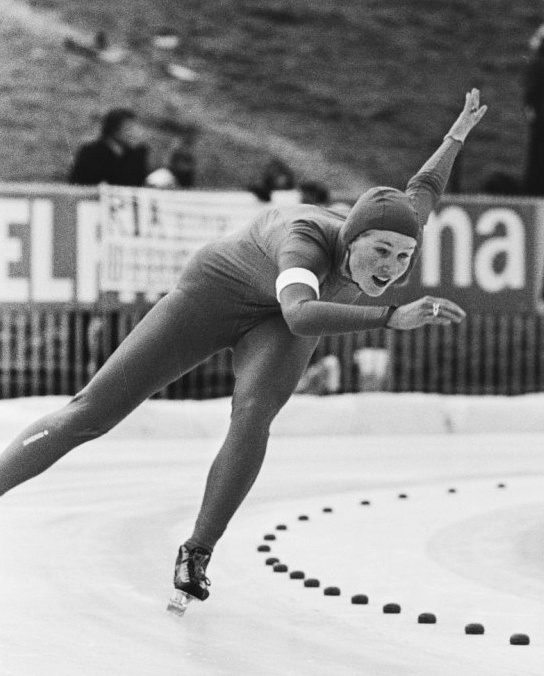
Bjørg Eva Jensen (1980)

Bjørg Eva Jensen (* 15. Februar 1960 in Larvik) ist eine ehemalige norwegische Eisschnellläuferin.
Sie ist die einzige Norwegerin, die bei Olympischen Spielen Gold im Eisschnelllauf gewann. Jensen siegte 1980 bei den Olympischen Spielen 1980 über 3000 Meter. Daraufhin gewann sie die Wahl zu Norwegens Sportlerin des Jahres, die Morgenbladet-Goldmedaille sowie den Fearnleys olympiske ærespris. Vier Jahre später trat sie in Sarajevo wieder bei den Spielen an und konnte ihren Titel mit Platz 7 nicht verteidigen. Bei diesen Olympischen Spielen war sie die Fahnenträgerin der norwegischen Mannschaft bei der Eröffnungsfeier.